# Misumenops longispinosus
Misumenops longispinosus är en spindelart som först beskrevs av Cândido Firmino de Mello-Leitão 1949.  
Misumenops longispinosus ingår i släktet Misumenops och familjen krabbspindlar. Inga underarter finns listade i Catalogue of Life.